# Мельница Баркова
Ме́льница Барко́ва — уникальное здание паровой мельницы в селе Новоивановка Волоконовского района Белгородской области России, памятник архитектуры конца XIX века.
Единственное в области шестиэтажное бревенчатое рубленое здание XIX века с тремя аналогичными амбарами. Весь комплекс признан памятником русского деревянного зодчества. Очень редким является вертикальное расположение промышленных цехов и перемещение всех фракций переработки самотеком — сверху вниз.

## Описание
Новоивановская водяная мельница на реке Оскол — это здание, высотой в шесть бревенчатых этажей. Все шесть этажей сложены из откалиброванных по диаметру лиственничных брёвен, и без единого гвоздя — всё «сшито» деревянными шпонами. Фундамент на извести, а возможно, и яичном белке.
По одной версии, приводилась в движение при помощи водяного колеса. От реки отходил рукав, куда попадала вода и приводила в движение колесо от которого энергия передавалась посредством валов, шкивов и ременных передач к жерновам. Ниже по течению располагалась мело-хворостяная плотина, на неё указывает место большой выборки мела на берегу реки Оскол. По другой версии, на этом месте находилась раньше водяная мельница, для которой и сделан рукав и плотина, а сама мельница изначально была паровой.
После Великой Отечественной войны был построен дизельный двигатель и электродвигатели. До сих пор сохранились таблички, которые говорят, что оборудование было изготовлено в начале 1950-х годов Воронежским механическим заводом. Зерно на помол сюда везли из ближних и дальних селений.
На мельнице работало около 120 человек. Они проживали на территории мельницы или поблизости.
В сутки производили около 100 тонн муки. Мешки загружали по 70 кг. Для того чтобы мельница начала работать надо загрузить в неё не менее 5 тонн зерна.
Мука с этой мельницы ценилась высоко. Её колхоз имени Димитрова возил до Волги — в Нижний Новгород, привозя оттуда по бартеру (в обмен) телевизоры, холодильники, стиральные машины. Они выдавались колхозникам в счет заработной платы. В роли валюты, выступала мука.
Рядом с мельницей находятся надворные постройки (по кругу):
- Весовая;
- Доска почета;
- Администрация;
- Гостевой дом и клуб;
- Амбар;
- Само здание мельницы;
- Пристройка для парового двигателя;
- Сарай для хранения угля;
- Завальная яма для ссыпки зерна, перед подачей на мельницу;
- Амбар;
- Беседка;
- Амбар;
- Магазин, полуразрушенное здание.

## История
История этого чуда промышленного прогресса, конца XIX начала XX века достоверно неизвестна.
Легенда появления этой мельницы в Новоивановке гласит, что в начале прошлого века, сошлись в карточной игре два богатых человека. Карта за картой, и купец Барков выигрывает поставленную на кон уникальную по своей архитектуре, сделанную на европейский манер мельницу, которая тогда стояла в селе Погромец.
Владельцем мельницы был купец-промышленник Барков Михаил Константинович. Его усадьба находилась недалеко от мельницы, где сохранился старый сад, заложенный рядом с домом. Возле мельницы было много виноградников, так как эти места славились вином, а на территории сёл Коровино и Новоивановки повсеместно располагались винокуренные заводы. Изначально эта мельница стояла в селе Погромец, но была выиграна в карты Барковым у местного помещика и перенесена в Новоивановку, где стоит и сейчас.
На одном из брёвен верхнего этажа амбара выжжена дата постройки (или переноса) — 1914 год. А так как они построены из местной древесины (дуб), то можно предположить что Новоивановская мельница была перевезена из Погромца в начале XX века, а из этого можно сделать вывод, что на первоначальном месте это чудо архитектуры было построено в конце XIX века.
После революции 1917 года здание было передано местному колхозу. В послевоенные годы была реконструирована: вместо энергии пара стали использовать электричество.
Всего мельница послужила более ста лет. Последний раз на мельнице мололась мука в 2004 году.

## Современное состояние
Капитальный ремонт мельницы осуществлялся в 1990 году. С 2004 года Новоивановская мельница является памятником архитектуры XIX века и охраняется государством как историческая ценность.
Деревянная мельница Баркова считается одним из туристических брендов Волоконовского района.
В настоящее время отделом сельского туризма района разработан маршрут байдарочного сплава по реке Оскол с посещением мельницы.